# Иванов, Евгений Юрьевич
Евгений Юрьевич Иванов (24 августа 1979) — российский футболист, полузащитник.

## Карьера
Начал заниматься футболом в СДЮШОР «Смена» (Калуга) у тренера.Макса.Мкояна.Летом 1999 года вместе с Сергеем Митиным попал в самарские «Крылья Советов». удачно дебютировал в Высшей лиге 4 августа 1999 выйдя на замену в матче против нижегородского «Локомотива» (3:0) и забив гол. К середине следующего сезона Иванов стал реже попадать в основной состав и в августе 2000 года Крылья отдали его в аренду кипрскому «Аполлону». За самарскую команду в Высшем дивизионе сыграл 23 матча и забил 4 гола. После «Аполлона» играл за различные клубы в Первом и Втором дивизионах российского первенства. С 2008 играл в ЛФЛ за клуб «МиК», в 2009 клуб победил в зоне «Черноземье», а с 2010 клуб под именем ФК «Калуга» играет во втором дивизионе.
С 2012 года — тренер команды «Калуга-2», где помогает Игорю Элькинду.